# バットレイ
バットレイ (またはバットイーグルレイ、Myliobatis californica) は、トビエイ科のエイの一種。
体盤幅は最大1.8 m、体重は最大91 kgだが、通常は10 kg程度。性成熟するサイズは雌の方が大きい。体の大きさは生息地の環境に左右される。尾棘が1 - 3本あり、毒腺がある。

## 分布・生息地
米国オレゴン州からカリフォルニア湾にかけての東太平洋に分布し、ガラパゴス諸島でもみられる。広塩性で、砂泥底、河口、湾、岩場、海中林など幅広い環境に生息する。単独や、数千尾の群れで見つかることもある。

## 生態
海底の軟体動物、多毛類、甲殻類、小魚を捕食し、翼のような胸鰭を使って砂を巻き上げ、獲物を探す。吻を使って海底を掘り、アサリなどの埋もれた獲物を見つけることもある。獲物を砕くために歯は平らで、列に並んでいる。歯は定期的に交換される。
本種が海底に穴を掘ることで、小魚は自分たちでは取り出すことができない砂の中の生物を食べることができる。穴は長さ4 m、深さ20 cmにもなる。
カリフォルニアアシカ、ホホジロザメ、エビスザメに捕食され、捕食者から身を守るため砂の中に潜る。
卵胎生で、毎年春または夏に交尾し、妊娠期間は9 - 12ヶ月。産仔数は2 - 10で、仔エイは尾側から生まれ、出生時は胸鰭が体に巻きついており、尾棘は柔軟性があり、鞘に覆われているが生後数時間以内に脱落する。寿命は最長で23年。
交尾の際は雄が雌の下で同時に泳ぎ、泳ぎながら交尾する。雄は雌の総排出腔にクラスパーを挿入し、精液を流して卵を受精させる。

## 人との関わり
尾の基部近くに毒のある尾棘を持つが、攻撃されるか危険を感じないと使用しない。浅い砂地を通るときに足を引きずることによって、棘を避けられる。
メキシコで漁獲されるが、アメリカでは漁獲されていない。オローニ族などサンフランシスコ湾岸地域の先住民は、本種を食用にしていたと考えられる。
養殖業者は長い間、本種がカキを捕食していると考えていたが、実際はカキの損失の主な原因はカニであり、カニは本種に捕食されていた。